# Kryptopterus
Kryptopterus hay gọi chung là cá trèn là một chi cá da trơn của họ Siluridae. Chúng được tìm thấy ở những vùng nước ngọt thuộc Đông Nam Á. Tên khoa học của chúng bắt nguồn từ tiếng Hy Lạp là kryptós (κρυπτός, "ẩn dấu") + ptéryx (πτέρυξ, "vây") Chúng là những loài cá cỡ trung bình. Chúng còn được gọi là cá trê thủy tinh vì con cá có thân trong suốt, thấy cả cột sống và các cơ quan bên trong. Trái với phần lớn cá nheo, nó di chuyển theo đàn nhỏ, sát mặt nước vào ban ngày.

## Các loài
Có 19 loài được ghi nhận trong chi này
- Kryptopterus baramensis Ng, 2002
- Kryptopterus bicirrhis (Valenciennes, 1840)
- Kryptopterus cheveyi Durand, 1940
- Kryptopterus cryptopterus (Bleeker, 1851)
- Kryptopterus dissitus Ng, 2001 (Indochinese Sheatfish)
- Kryptopterus geminus Ng, 2003
- Kryptopterus hesperius Ng, 2002 (Maeklong Sheatfish)
- Kryptopterus lais (Bleeker, 1851)
- Kryptopterus limpok (Bleeker, 1852) (Long-barbel Sheatfish)
- Kryptopterus lumholtzi Rendahl (de), 1922
- Kryptopterus macrocephalus (Bleeker, 1858) (Striped Glass Catfish)
- Kryptopterus minor Roberts, 1989
- Kryptopterus mononema (Bleeker, 1846)
- Kryptopterus palembangensis (Bleeker, 1852)
- Kryptopterus paraschilbeides Ng, 2003
- Kryptopterus piperatus Ng, Wirjoatmodjo & Hadiaty, 2004
- Kryptopterus sabanus (Inger & Chin, 1959)
- Kryptopterus schilbeides (Bleeker, 1858)
- Kryptopterus vitreolus Ng & Kottelat, 2013 (Ghost catfish, Phantom catfish, Ghost fish, Glass catfish)[3]